# Claussenomyces canariensis
Claussenomyces canariensis är en svampart som beskrevs av Ouell. & Korf 1979. Claussenomyces canariensis ingår i släktet Claussenomyces och familjen Helotiaceae.   Inga underarter finns listade i Catalogue of Life.